# Crassinella
Crassinella é um género de bivalves pertencente à família Crassatellidae.
O género tem uma distribuição quase cosmopolita.

## Espécies
Espécies (lista incompleta):
- Crassatellites acutus (Dall, 1903)
- Crassatellites aldrichianus Aldrich, 1911
- Crassatellites bowdenensis (Dall, 1903)